# Jan Brouwers
Jan Brouwers (Zaltbommel, 11 juni 1906 – Den Dolder, 4 januari 1980) was een Nederlands politicus van de ARP.
Hij werd geboren als zoon van Peter Brouwers (1876-1944) en Maria Gijsberta van der Kolk (1872-1941). Na de vijfjarige hbs ging hij Wis- en Natuurkunde studeren aan de Rijksuniversiteit Utrecht. Die studie brak hij voortijdig af en in plaats daarvan begon hij zijn carrière als volontair bij de gemeente in zijn geboorteplaats. Met een carrière-onderbreking door een eenjarige opleiding tot reserve officier bij het regiment wielrijders werd hij in 1931 adjunct-commies bij de gemeentesecretarie van Aalten. In de zomer van 1939 werd hij burgemeester van de drie gemeenten Groot-Ammers, Langerak en Nieuwpoort als opvolger van Hendrik Vlug die burgemeester van Huizen was geworden.
Na 31 jaar gaf Brouwers die burgemeesterschappen op en begin 1980 overleed hij op 73-jarige leeftijd.